# پیسه (بستک)
پیسه روستای کوچکی از روستاهای منطقه گوده از توابع بخش مرکزی شهرستان بستک در غرب استان هرمزگان در جنوب ایران واقع شده‌است. روستای پیسه در ۳ کیلومتری مشرق روستای فاریاب سنگویه و در شش کیلومتری روستای انوه قرار دارد، و در حدود ۴۴ کیلومتر از شهر بستک فاصله دارد.

## محدوده روستای پیسه
از شمال روستای: انوه، از جنوب جادهٔ ارتباطی شهرستان بستک به لار، از مغرب فاریاب سنگویه، و از سمت مشرق به روستای شیخ حضور محدود می‌گردد.

## جمعیت روستای پیسه
جمعیت روستای پیسه طبق سرشماری عمومی نفوس و مسکن در سال ۱۳۸۵، برابر با ۳۰۰ نفر و (۵۸ خانوار) است، که از اهل سنت و از شاخه شافعی هستند یعنی از پیروان امام محمد ادریس شافعی می‌باشند و به زبان فارسی و به گویش محلی تکلم می‌کنند.
دارای مسجد، دبستان، آب‌انبار برکه است.
حدود ۱۰۰۰ اصله نخل و یک چشمه کوچک دارد. روستای داری زمین‌های حاصلخیز می‌باشد. و آب چاهش نسبتاً شیرین أست.

## پیشه
پیشه مردم روستا دامداری وکشاورزی است و از این راه امرار معاش می‌کنند. در این روستا سدی سنگی-ملاتی وجود دارد که از آب آن برای کشاورزی استفاده می‌شود.

## فهرست منابع و مآخذ
- ویکی‌پدیای عربی
- محمدیان، کوخردی، محمد.  «شهرستان بستک و بخش کوخرد»  ج۱. چاپ اول، دبی: سال انتشار ۲۰۰۵ میلادی.
- عباسی، قلی، مصطفی،  «بستک وجهانگیریه»، چاپ اول، تهران : ناشر: شرکت انتشارات جهان معاصر، سال ۱۳۷۲ خورشیدی.
- سلامی، بستکی، احمد.  (بستک در گذرگاه تاریخ)  ج۲ چاپ اول، ۱۳۷۲ خورشیدی.
- بالود، محمد.  (فرهنگ عامه در منطقه بستک)  ناشر همسایه، چاپ زیتون، انتشار سال ۱۳۸۴ خورشیدی.
- بنی عباسیان، بستکی، محمد اعظم،  «تاریخ جهانگیریه»  چاپ تهران، سال ۱۳۳۹ خورشیدی.
- الکوخردی، محمد، بن یوسف، (کُوخِرد حَاضِرَة اِسلامِیةَ عَلی ضِفافِ نَهر مِهران Kookherd, an Islamic District on the bank of Mehran River) الطبعة الثالثة، دبی: سنة ۱۹۹۷ للمیلاد.
- بختیاری، سعید،  «اتواطلس ایران» ، “ مؤسسه جغرافیایی وکارتگرافی گیتاشناسی، بهار ۱۳۸۴ خورشیدی.
- نگاره‌ها از: محمد محمدیان.
- محمد، صدیق «تارخ فارس» صفحه‌های (۵۰ ـ ۵۱ ـ ۵۲ ـ ۵۳)، چاپ سال ۱۹۹۳ میلادی.
- محمدیان، کوخری، محمد، “ (به یاد کوخرد) “، ج۱. ج۲. چاپ اول، دبی: سال انتشار ۲۰۰۳ میلادی.
- اطلس گیتاشناسی استان‌های ایران [Atlas Gitashenasi Ostanhai Iran] (Gitashenasi Province Atlas of Iran)